# Lúcio Flávio dos Santos
Lúcio Flávio dos Santos (Curitiba, 3 februari 1979), ook wel kortweg Lúcio Flávio genoemd, is een Braziliaanse voetballer.

## Biografie
Flávio begon zijn carrière bij Paraná, uit zijn geboortestad. Met deze club werd hij in 2000 kampioen van de Série B. Na enkele transfers belandde hij in São Caetano, waarmee hij in 2004 staatskampioen van São Paulo werd. In 2006 maakte hij de overstap naar topclub Botafogo, waarmee hij ook staatskampioen werd. Ook in 2010 won hij met de club de titel. Sinds 2012 speelt hij opnieuw voor zijn eerste club Paraná. 